# Belchamp Walter
Belchamp Walter is een civil parish in het bestuurlijke gebied Braintree, in het Engelse graafschap Essex met 328 inwoners.